# Verbascum murbeckii
Verbascum murbeckii är en flenörtsväxtart som beskrevs av Teyber. Verbascum murbeckii ingår i släktet kungsljus, och familjen flenörtsväxter. Inga underarter finns listade i Catalogue of Life.